# Hyles zableri
Hyles zableri är en fjärilsart som beskrevs av Bandermann. 1934. Hyles zableri ingår i släktet Hyles och familjen svärmare. Inga underarter finns listade i Catalogue of Life.